# Alberto Lopo García
Alberto Lopo García (Barcelona, 5 de maig del 1980) és un exfutbolista i entrenador de futbol català. Es va formar com a futbolista al RCD Espanyol i va tancar la seva carrera com a jugador a l'Inter Club d'Escaldes andorrà. Jugava habitualment en la posició de defensa central. Actualment és membre del cos tècnic de la categoria Cadet del RCD Espanyol.

## Palmarès
RCD Espanyol
- 2 Copes del Rei (2000 i 2006)